# Botevgrad (obchtina)
Botevgrad (bulgare : Ботевград) est une obchtina de l'oblast de Sofia en Bulgarie.